# Robbie Haines
Robert Bentley Haines, Jr. (San Diego, 27 de março de 1954) é um velejador estadunidense, campeão olímpico. Ele competiu nos Jogos Olímpicos de Verão de 1984 na classe Soling e conquistou a medalha de ouro, ao lado de Edward Trevelyan e Rod Davis.
Ele foi produtor associado e gerente da equipe de vela do filme Morning Light. Em 1983, formou-se na Universidade Estadual de San Diego. Haines foi incluído no Hall da Fama dos Esportes de San Diego em 2018.